# پژواک (فیلم ۱۹۹۷)
پژواک (انگلیسی: Echo) یک فیلم است که در سال ۱۹۹۷ منتشر شد. از بازیگران آن می‌توان به جک واگنر و الکساندرا پائول اشاره کرد.